# Graafschap Kriechingen
Het Graafschap Kriechingen (Frans : Créhange) was een tot de Boven-Rijnse Kreits behorend graafschap binnen het Heilige Roomse Rijk.
Créhange aan de Nied bij Metz ten zuidwesten van Saint-Avold was de zetel van de graven van Kriechingen.
Kuno van Kriechingen was in de twaalfde eeuw leenman van de heren van Vinstingen en de hertogen van Lotharingen.
Later werden de heren opgevolgd door de heren van Dorstweiler, die zich ook heer van Kriechingen gingen noemen.
In 1617 werd Kriechingen tot rijksgraafschap verheven. Het graafschap werd verdeeld in twee linies: Pietingen (of Pitange in Luxemburg, uitgestorven in 1681) en Kriechingen (uitgestorven in 1697). In 1659 werd Saarwellingen van Nassau-Saarbrücken verworven, wat vervolgens de status van vrije rijksheerlijkheid kreeg. In 1681 werd de graaf beleend met Püttlingen in Saarland. Dit is een ander Püttlingen dan Püttlingen in Lotharingen.

1,4: Kriechingen; 2,3: Pettingen; hart: Bacourt

Na het uitsterven van de dynastie in 1697 brak er een erfstrijd uit. Na een rechterlijke uitspraak kwam het graafschap ten gevolge van het huwelijk van gravin Anna Dorothea van Kriechingen met Edzard Ferdinand van Oost-Friesland aan een zijtak van dat huis. De verliezers in de erfstrijd waren de graven van Solms en de graven van Ortenburg. Deze graven gingen wel de wapens en titels voeren.
De Oost-Friese zijtak stierf al in 1710 uit en ten gevolge van het huwelijk van Christine Louise van Oost-Friesland met Johan Lodewijk Adolf van Wied-Runkel werd het graafschap Kriechingen verbonden met het graafschap Wied-Runkel. Chritine Louise van Oostfriesland stierf in 1732 na de geboorte van haar zoon, zodat haar man Johan Lodewijk Adolf van Wied-Runkel regent werd voor hun zoontje. Christiaan Lodewijk nam de regering van Kriechingen over van zijn vader toen hij 25 werd. Na de door van zijn vader volgde hij ook in Wied-Runkel, zodat de beide graafschappen toen in personele unie werden verbonden. In 1788 werd Püttlingen verkocht aan Nassau-Saarbrücken. Püttlingen stond ten gevolge van een verdrag van 1766 tussen Frankrijk en Nassau-Saarbrücken al onder het gezag van Nassau-Saarbrücken.
In 1789 bestond het graafschap uit vier enclaven:
- Créhange, ten westen van Faulquemont ;
- Pontpierre, Folschviller, een deel van Lelling en Teting, ten oosten van Faulquemont ;
- Momerstroff, een deel van Denting, Coume en Niedervisse, ten oosten van Boulay ;
- Biding, ten zuidoosten van Saint-Avold.

In 1793 werd het graafschap door Frankrijk ingelijfd.
In paragraaf 21 van de Reichsdeputationshauptschluss van 25 februari 1803 werd de vorst van Wied-Runkel schadeloos gesteld voor het verlies van het graafschap Kriechingen door de ambten Altenwied en Neuerburg die afkomstig waren van het keurvorstendom Keulen en de kellerij Villmar die afkomstig was van het keurvorstendom Trier.
| regering  | naam                                 | geboren    | overleden  | familie                   |
| --------- | ------------------------------------ | ---------- | ---------- | ------------------------- |
| 1567-1609 | Georg II                             |            | 1609       |                           |
| 1609-1633 | Peter Ernst II                       |            | 1633       | zoon                      |
| 1633-1651 | Albrecht Lodewijk                    |            | 1651       | zoon                      |
| 1651-1681 | Johan Lodewijk                       |            | 5-5-1681   | zoon                      |
| 1681-1686 | Frans Ernst II                       |            | 28-11-1686 | jongree tak               |
| 1686-1697 | Maximiliaan Ernst                    |            | 13-9-1697  | broer                     |
| 1697-1705 | Anna Dorothea                        |            | 20-5-1705  | zuster van Johan Lodewijk |
| 1705-1710 | Frederik Ulrich van Oost-Friesland   | 31-12-1667 | 13-3-1710  | zoon                      |
| 1710-1732 | Christina Louise                     | 1-2-1710   | 12-5-1732  | dochter                   |
| 1732-1757 | Johan Lodewijk Adolf van Wied-Runkel | 30-5-1705  | 18-5-1762  | echtgenoot                |
| 1757-1791 | Christiaan Lodewijk                  | 2-5-1732   | 31-10-1791 | zoon                      |
| 1791-1793 | Karel Lodewijk Frederik              | 29-9-1763  | 9-3-1824   | zoon                      |